# シェリル・ハインズ
シェリル・ハインズ（Cheryl Hines, 1965年9月21日 - ）は、アメリカ合衆国フロリダ州マイアミビーチ出身の女優である。

## 出演作品
- メン・イン・キャット（マディソン）
- RV（ジェイミー・マンロー）
- アニマル天国は今日も晴れ（ケイト）
- ウェイトレス 〜おいしい人生のつくりかた（ベッキー）
- 男と女の不都合な真実（ジョージア）
- シークレット・アイドル ハンナ・モンタナ
- ハービー/機械じかけのキューピッド（サリー・グリアー）
- ブラザーズ&シスターズ
- ブルック・シールズのハロー!スーザン
- ヘザー・グラハム in おいしいオトコの作り方
- ヘンリー・プールはここにいる 〜壁の神様〜
- ポリーmy love
- メグ・ライアンの 男と女の取扱説明書
- ラリーのミッドライフ★クライシス
- リンジー・ローハンの妊娠宣言!?
- ウィルソン Wilson (2017)